# کوه اکسلسیور (یوسمیتی)
کوه اکسلسیور (به انگلیسی: Excelsior Mountain) یک کوه در ایالات متحده آمریکا است که در پارک ملی یوسیمیتی واقع شده‌است. کوه اکسلسیور ۳٬۷۹۳٫۵۹ متر بالاتر از سطح دریا واقع شده‌است.